# 东厦镇
东厦镇，是中华人民共和国福建省漳州市云霄县下辖的一个乡镇级行政单位。

## 行政区划
东厦镇下辖以下地区：
浯田村、荷东村、荷中村、荷西村、溪塘村、船场村、东厦村、洲渡村、佳洲村、白塔村、埭洋村、竹塔村、东崎村、湖丘村和长洋村。